# 桉納士香屬
桉納士香屬（Anisoptera）是龍腦香科下的一屬。約10種左右。分布在南亞和東南亞的低海拔熱帶森林裡。別名為異翅香屬，桂蘭屬。